# Geotrupes kashmirensis
Geotrupes kashmirensis är en skalbaggsart som beskrevs av Sharp 1878. Geotrupes kashmirensis ingår i släktet Geotrupes och familjen tordyvlar. Inga underarter finns listade i Catalogue of Life.